# Jonas Wind
Jonas Older Wind (Koppenhága, 1999. február 7. –) dán válogatott labdarúgó, a német VfL Wolfsburg csatárja.

## Pályafutása

### Klubcsapatokban
Wind 2007-ben kezdte pályafutását az Avedøre IF-ben, majd 2010-ben a Rosenhøj Boldklubba költözött, ahol 2011-ben az év ifjúsági játékosa lett. Mindössze tizenkét éves korában ő volt a legfiatalabb játékos, aki megkapta ezt a megtiszteltetést.
Wind 12 mérkőzést játszott Dánia U17-es válogatottjában és három mérkőzést az U18-as válogatottban. Az U19-es válogatottban kilenc mérkőzésen nyolc gólt szerzett. 2019 márciusában volt az első két mérkőzése az U21-es válogatottban, a másodikban gólt szerzett Belgium ellen a 90. percben.

### FC Koppenhága
2012 júliusában Wind felvételt nyert az FC Koppenhága Kiválósági Iskolájába. 2018-ig a klub U17, U18 és U19 csapatában játszott. Itt kilenc gólt szerzett az U17-nek a 2014/15-ös szezonban, gólkirály lett az U17-bajnokságban és az FCK U17-es csapatának 2015–16-ban, 24 mérkőzésen 28 góllal. 2016–17-ben az U19-es bajnokság harmadik legeredményesebb játékosa volt.
2018. február 7-én tizenkilencedik születésnapjára profi szerződést kapott az FC Københavntól. 2018. február 22-én a Wanda Metropolitanóban debütált az Atlético de Madrid ellen. Első felnőtt csapatban szerzett gólját az FC Koppenhága 2–1-es Superliga április 18-i, AaB elleni győzelmében szerezte. 2018. április 26-án Wind elnyerte a Kjøbenhavns Boldklub „Granen” ifjúsági tehetségdíját.
2022 január végén a német VfL Wolfsburg csapata szerződtette. Február 6-án debütált a bajnokságban az SpVgg Greuther Fürth ellen 4–1-re megnyert mérkőzésen. Február 19-én a TSG 1899 Hoffenheim ellen 2–1-re elvesztett hazai mérkőzésen szerezte meg az első gólját.

### Válogatottban
Részt vett a 2016-os U17-es labdarúgó-Európa-bajnokságon és a 2019-es U21-es labdarúgó-Európa-bajnokságon. 2020. október 7-én a Feröeri labdarúgó-válogatott elleni 4-0-s győzelem során debütált a felnőtt válogatottban. 2021. május 25-én Kasper Hjulmand edző behívta az UEFA Euro 2020-ra készülő keretbe.

## Család
Édesapja, Per Wind, egykori labdarúgó.

## Statisztika

### Klubcsapatokban
2022. március 12-i állapotnak megfelelően.
| Klub          | Szezon   | Bajnokság      | Bajnokság | Bajnokság | Kupa  | Kupa  | Nemzetközi | Nemzetközi | Összesen | Összesen |
| Klub          | Szezon   | Bajnokság      | Mérk.     | Gólok     | Mérk. | Gólok | Mérk.      | Gólok      | Mérk.    | Gólok    |
| ------------- | -------- | -------------- | --------- | --------- | ----- | ----- | ---------- | ---------- | -------- | -------- |
| København     | 2017–18  | Dán Szuperliga | 10        | 2         | 0     | 0     | 1          | 0          | 11       | 2        |
| København     | 2018–19  | Dán Szuperliga | 21        | 6         | 1     | 0     | 2          | 0          | 24       | 6        |
| København     | 2019–20  | Dán Szuperliga | 13        | 7         | 0     | 0     | 6          | 3          | 19       | 10       |
| København     | 2020–21  | Dán Szuperliga | 28        | 15        | 1     | 0     | 3          | 2          | 32       | 17       |
| København     | 2021–22  | Dán Szuperliga | 16        | 6         | 1     | 0     | 10         | 5          | 27       | 11       |
| København     | Összesen | Összesen       | 88        | 35        | 3     | 0     | 22         | 10         | 113      | 46       |
| VfL Wolfsburg | 2021–22  | Bundesliga     | 6         | 2         | —     | —     | —          | —          | 6        | 2        |
| Összesen      | Összesen | Összesen       | 94        | 37        | 3     | 0     | 22         | 10         | 119      | 48       |

### A válogatottban
| Válogatott | Év       | Pályára lépés | Gól |
| ---------- | -------- | ------------- | --- |
| Dánia      | 2020     | 4             | 2   |
| Dánia      | 2021     | 8             | 2   |
| Dánia      | 2022     | 3             | 1   |
| Dánia      | 2023     | 4             | 1   |
| Összesen   | Összesen | 19            | 6   |

#### Góljai a válogatottban
| # | Időpont             | Helyszín                             | Ellenfél       | Gólok | Eredmény | Kiírás                                     |
| - | ------------------- | ------------------------------------ | -------------- | ----- | -------- | ------------------------------------------ |
| 1 | 2020. november 11.  | Brøndby Stadion, Brøndby, Dánia      | Svédország     | 1–0   | 2–0      | Barátságos mérkőzés                        |
| 2 | 2020. november 18.  | Den Dreef, Leuven, Belgium           | Belgium        | 1–1   | 2–4      | 2020–2021-es UEFA Nemzetek Ligája (A liga) |
| 3 | 2021. március 25.   | Bloomfield Stadion, Tel-Aviv, Izrael | Izrael         | 2–0   | 2–0      | 2022-es VB-selejtező                       |
| 4 | 2021. szeptember 4. | Tórsvøllur Stadion, Tórshavn, Feröer | Feröer         | 1–0   | 1–0      | 2022-es VB-selejtező                       |
| 5 | 2022. június 13.    | Parken Stadion, Koppenhága, Dánia    | Ausztria       | 1–0   | 2–0      | 2022–2023-as UEFA Nemzetek Ligája (A liga) |
| 6 | 2023. június 16.    | Parken Stadion, Koppenhága, Dánia    | Észak-Írország | 1–0   | 1–0      | 2024-es EB-selejtező                       |

## Sikerei, díjai

### Klubcsapatokban
- København
  - Dán Szuperliga: 2018–19[9]

### Egyéni
- Bundesliga – Hónap Tehetsége: 2022 február[10]
- Bundesliga – Hónap gólja: 2022 február[11]